# Средњовековно насеље „Скобаљић град”
Средњовековно насеље „Скобаљић град” је под заштитом Завода за заштиту споменика културе Ниш. С обзиром да представља значајну историјску грађевину, проглашен је непокретним културним добром Републике Србије.

## Историја
Средњовековно насеље „Скобаљић град” је саграђен пре пораза Николе Скобаљића од Турака 1454. године. Налази се на око петнаест километара јужно од Лесковца, изнад Вучја, на планини Кукавици. Локалитет је вишеслојан, најстарији трагови коришћења овог простора за одбрану потичу из бакарног доба. Најстарије камено утврђење потиче из предримског доба, а утврђење зидано од камена и опека са малтером из рановизантијског доба. Према археолошким налазима тврђава је коришћена и у римском, а касније и у периоду од десетог до тринаестог века. Најмлађе утврђење, чији остаци и данас постоје, са зидовима бедема и кула потиче из петнаестог века. Град се састојао од Горњег, Доњег града и подграђа које се простирало на источној страни, захватао је површину од око два хектара.